# Palatul Daming
Palatul Daming a fost palatul imperial al dinastiei Tang, situat în capitala Chang'an. Acest complex a servit ca reședință imperială împăraților Tang pentru peste 220 de ani. Astăzi, acesta este desemnat drept patrimoniu național în China. Zona este situată la nord-est de Xi'an, Provincia Shaanxi.

## Nume
Palatul a fost inițial cunoscut sub numele de Palatul Yong'an, dar a fost redenumit în Palatul Daming în 635. În 662, după lucrări de renovare, a fost redenumit  Palatul Penglai. În 670, a fost numit Palatul Hanyuan sau Palatul Yuan. În cele din urmă, în 701, numele de palatul a redevenit Palatul Daming.

## Istoric
Fosta reședință regală era Palatul Taiji (太极宫), construit în precedenta dinastie Sui.
În 632, cancelarul Ma Zhou a menționat că fostul Împărat Gaozu locuia în Palatul Da'an (大安宮) la vest, pe care îl considera un loc neospitalier, ce a fost construit pe terenurile joase de Chang'an, ceea ce îl supunea umezelii și căldurii în timpul verii. Potrivit acestuia, de când Împăratul Taizong se muta în provincie pe timpul verii, tatăl său era lăsat în urmă, în Chang'an, unde suferea în căldura verii. Cu toate acestea, bătrânul împărat refuza orice invitație de la Împăratul Taizong pentru a petrece vara împreună. Încă de la sângeroasă lovitură de stat din timpul Incidentului de la Poarta Xuanwu din 626, părea că tatăl și fiul s-au îndepărtat unul de altul atât de mult, încât relația nu mai putea fi reparată.
În 634, Împăratul Taizong a ordonat construcția Palatului Daming pe platoul Longshou. El a ordonat și construirea unui palat de vară pentru tatăl său, Împăratul Gaozu, drept act de pietate filială. Cu toate acestea, Împăratul Gaozu s-a îmbolnăvit și nu a văzut palatul finalizat, murind în 635. Astfel, construcția acestuia a fost oprită. 
Împărăteasa Wu a comandat arhitectului curții, Yan Liben, să proiecteze palatul în 660 și construcția a început din nou în 662. În 663, construcția palatului a fost finalizată sub domnia Împăratului Gaozong. Împăratul Gaozong a început extinderea palatului prin construcția Sălii Hanyuan în 662, care a fost terminată în 663. Pe 5 iunie 663, familia imperială a început să se mute din Palatul Taiji în Palatul Daming, încă nefinalizat, dar care a devenit astfel noul sediu al curții imperiale și centru politic al imperiului.

## Structură și funcție

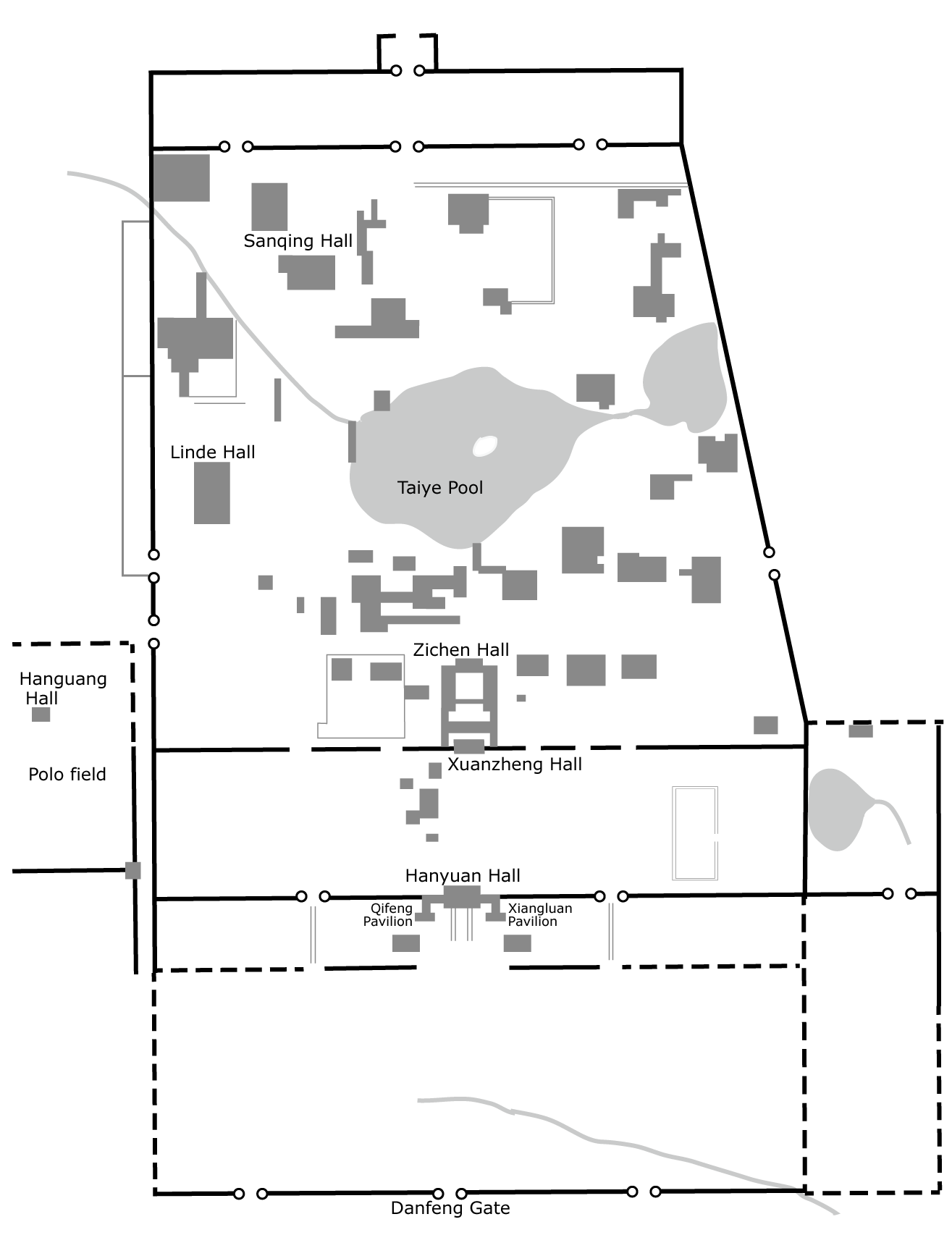
Harta ruinelor

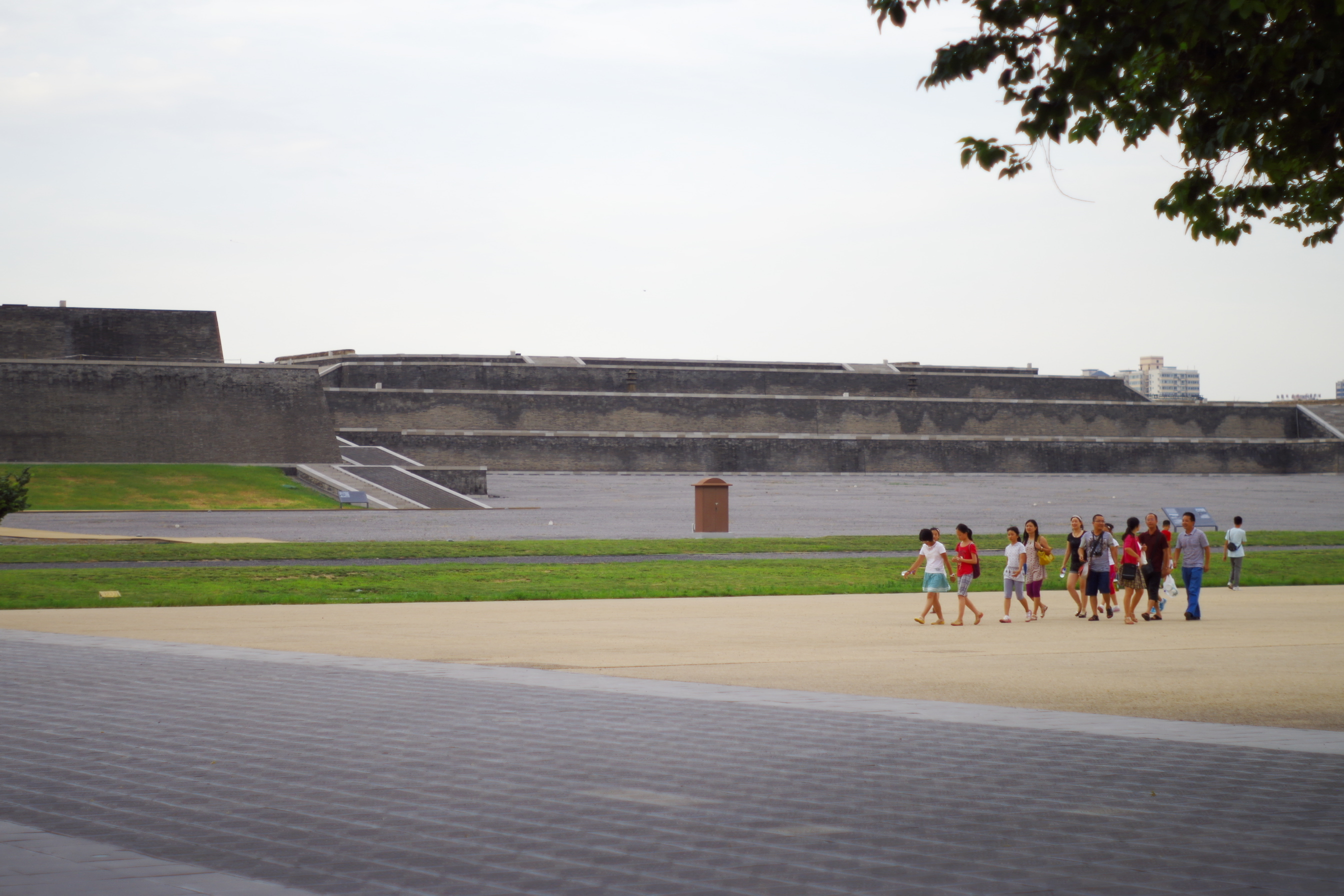
Platforma Sălii Hanyuan

Începând de la sud și terminând la nord, pe axul central, se află Sala Hanyuan, Sala Xuanzheng și Sala Zichen. Aceste săli au fost istoric cunoscut sub numele de „Trei Săli Mari” și au fost, respectiv, parte din curtea exterioară, de mijloc și interioară. Intrarea centrală de sud a Palatului Daming este Poarta Danfeng. Poarta conținea cinci uși.

### Curtea exterioară

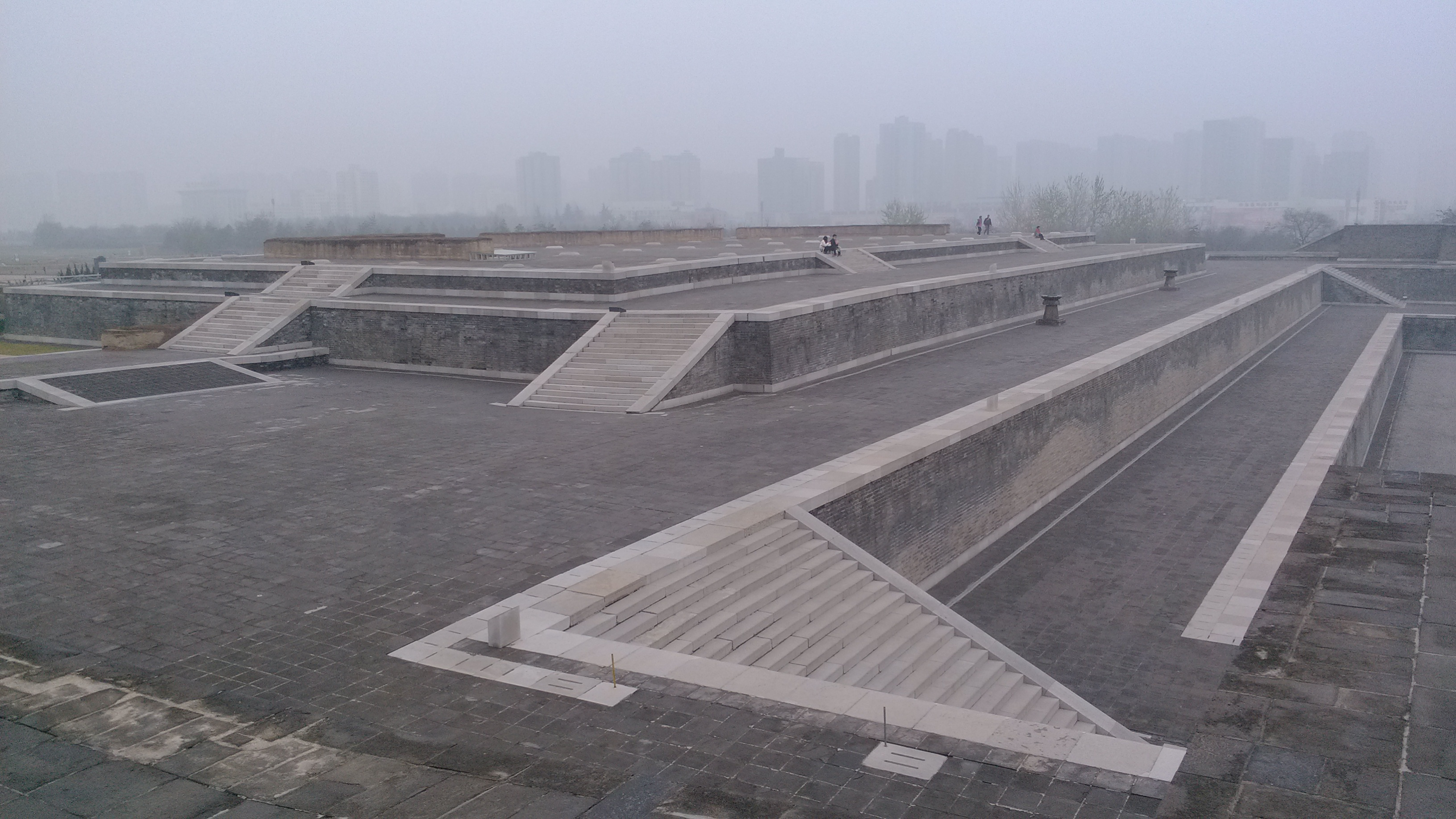
Platforma Sălii Hanyuan

După trecerea prin Poarta Danfeng, există o piață lungă de 630 m, în capătul căreia se află Sala Hanyuan. Sala Hanyuan era legată cu pavilioane prin coridoare, și anume Pavilionul Xiangluan în est și Pavilionul Qifeng în vest. Pavilioanele erau compuse din trei secțiuni de aceeași formă, dar dimensiuni diferite, care au fost legate prin coridoare. Platforma ridicată a Sălii Hanyuan este înaltă de aproximativ 15 metri, lată de 200 m și lungă de 100 m. Sala Hanyuan, unde erau efectuate multe ceremonii de stat, servea ca sală principală pentru primirea ambasadorilor străini în timpul schimburilor diplomatice.

### Curtea de mijloc
Sala Xuanzheng este situată la o distanță de aproximativ 300 metri nord de Sala Hanyuan. Aici erau efectuate, de obicei, afacerile de stat. Biroul secretariatului era amplasat la vest de Sala Xuanzheng, iar biroul cancelariei era ampalsat la est. Din această zonă, structurată într-un sistem cu Trei Departamente și Șase Ministere, Departamentul pentru Afaceri de Stat, Cancelaria și Secretariatul administrau conducerea centrală a imperiului Tang.

### Curtea interioară

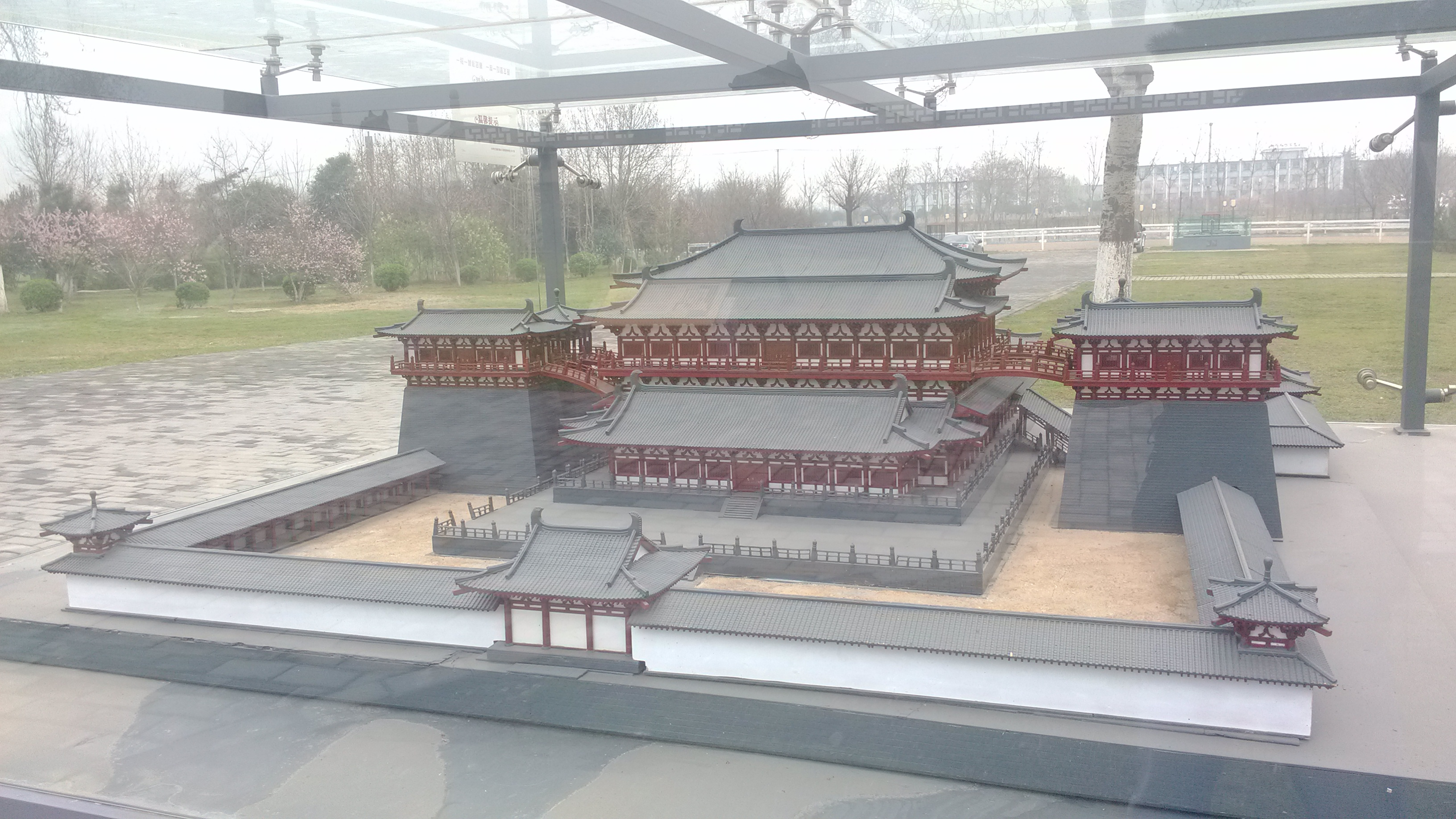
Model al curții Linde

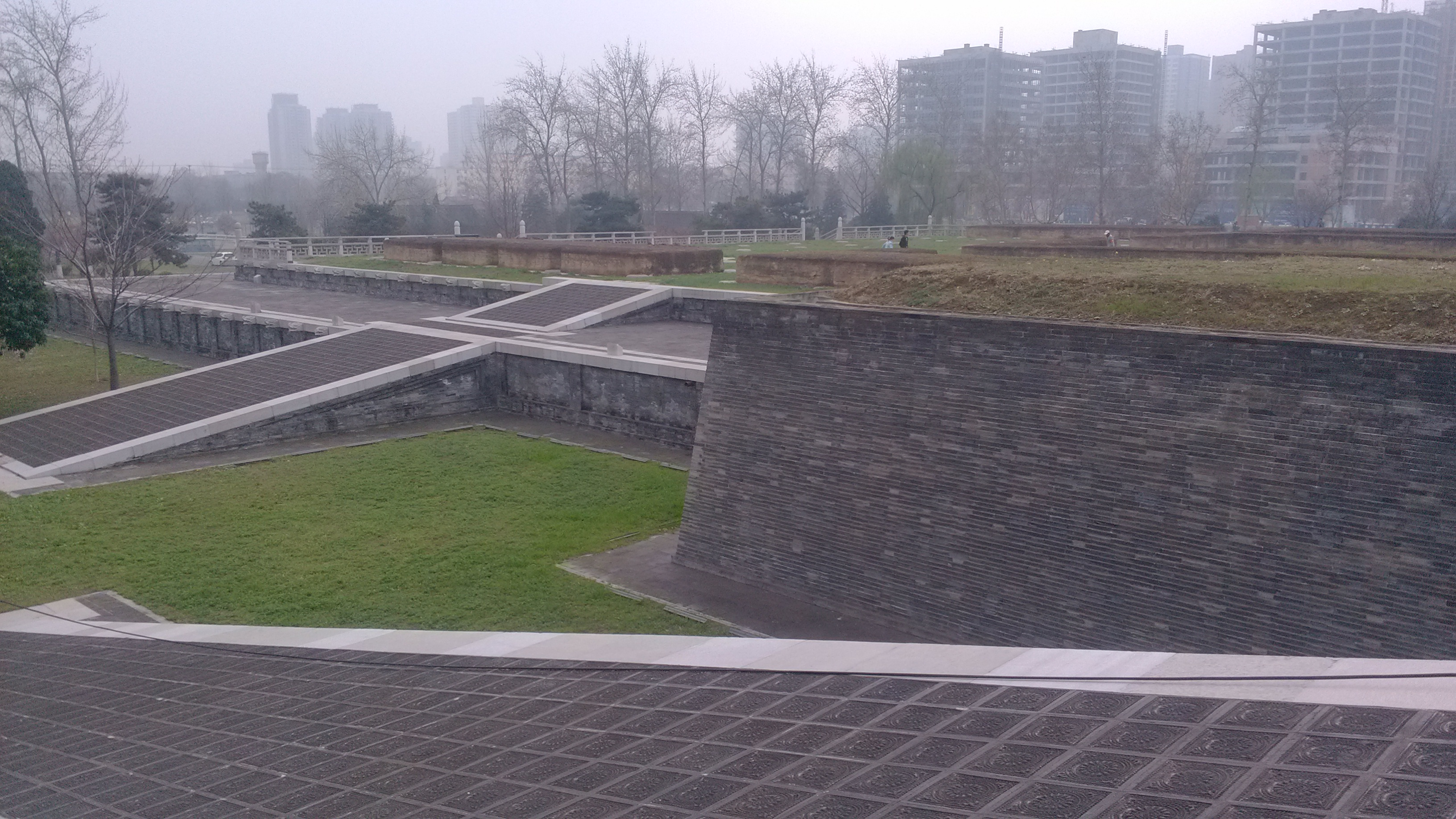
Platforma Sălii Linde

Sala Zichen, situată în curtea interioară, este la aproximativ 95 de metri nord de Sala Xuanzheng. Aici se aflau birourile guvernului central. Pentru oficiali era o mare onoare să fie chemați în Sala Zichen. Heleșteul Taiye, cunoscut și ca Heleșeteul Penglai, este la nord de Sala Zichen. Fostele grădini care înconjoară iazul și insula au fost recreat pe baza înregistrărilor istorice, cu grădini de bujori, crizanteme, pruni, trandafiri, bambus, migdali, piersici și kaki.
Sala Linde este situată la vest de lac. Ea servea ca un loc pentru banchete, spectacole și ritualuri religioase. Aceasta constat din trei săli adiacente: o sală anterioară, una mediană și una posterioară. Parcul imperial se afla la nord de complexul palatului. Sala Sanqing era situată în colțul de nord-est al Palatului Daming și avea funcția de templu taoist pentru familia imperială.

## Galerie

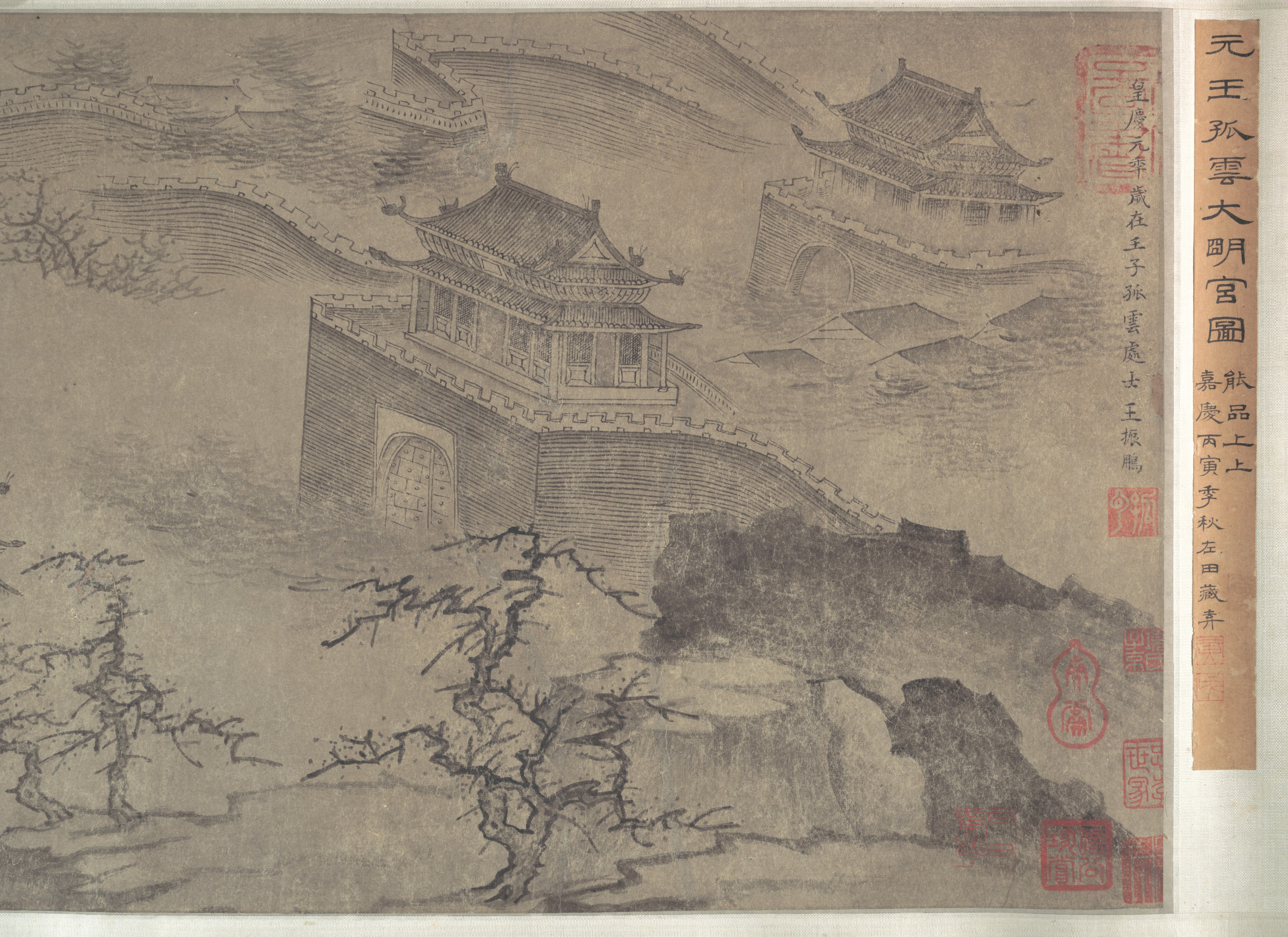
Palatul Daming, lucrare atribuită lui Wang Zhenpeng (fl. 1275-1330), probabli reproducere din secolul al XV-lea
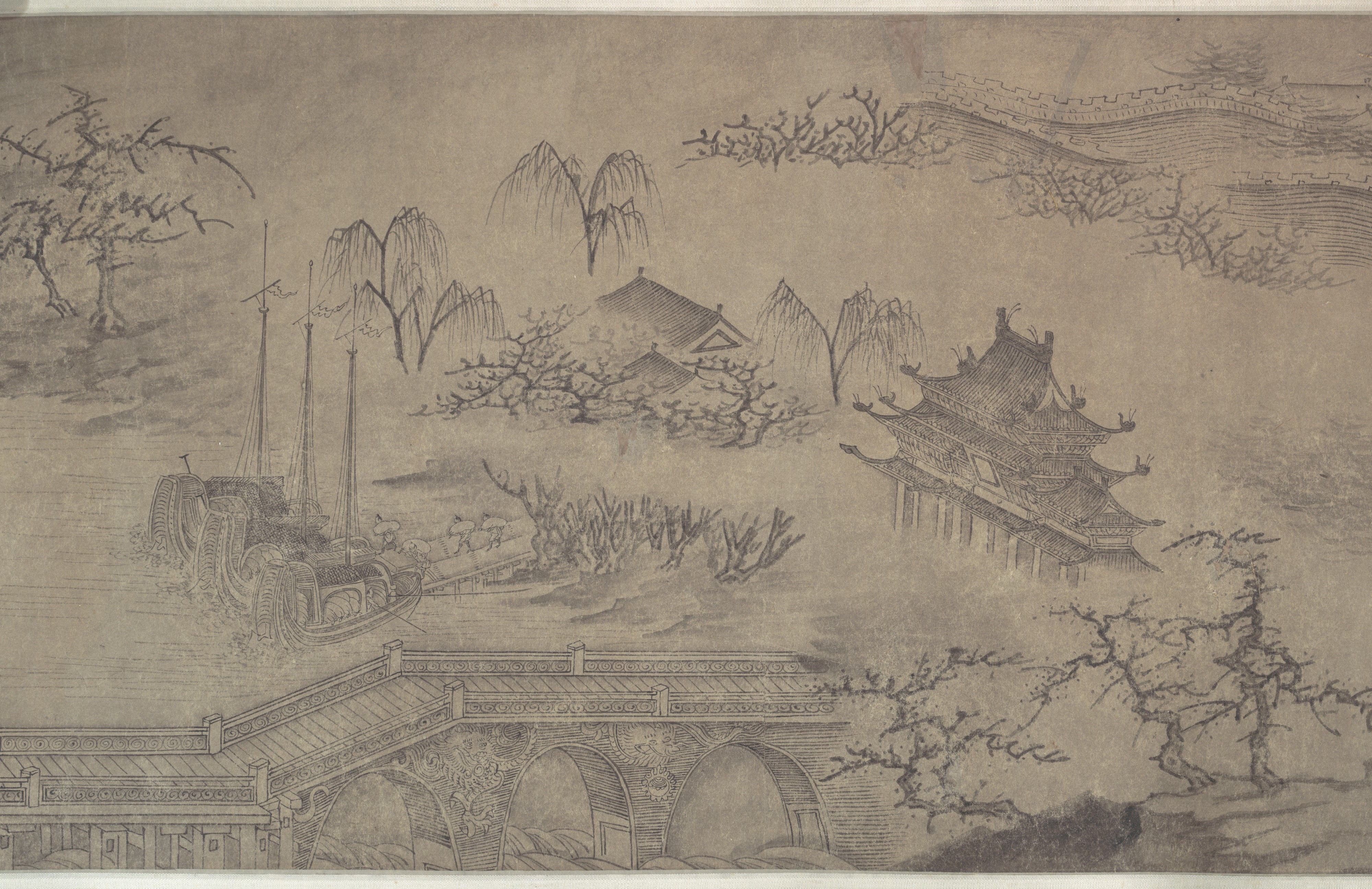
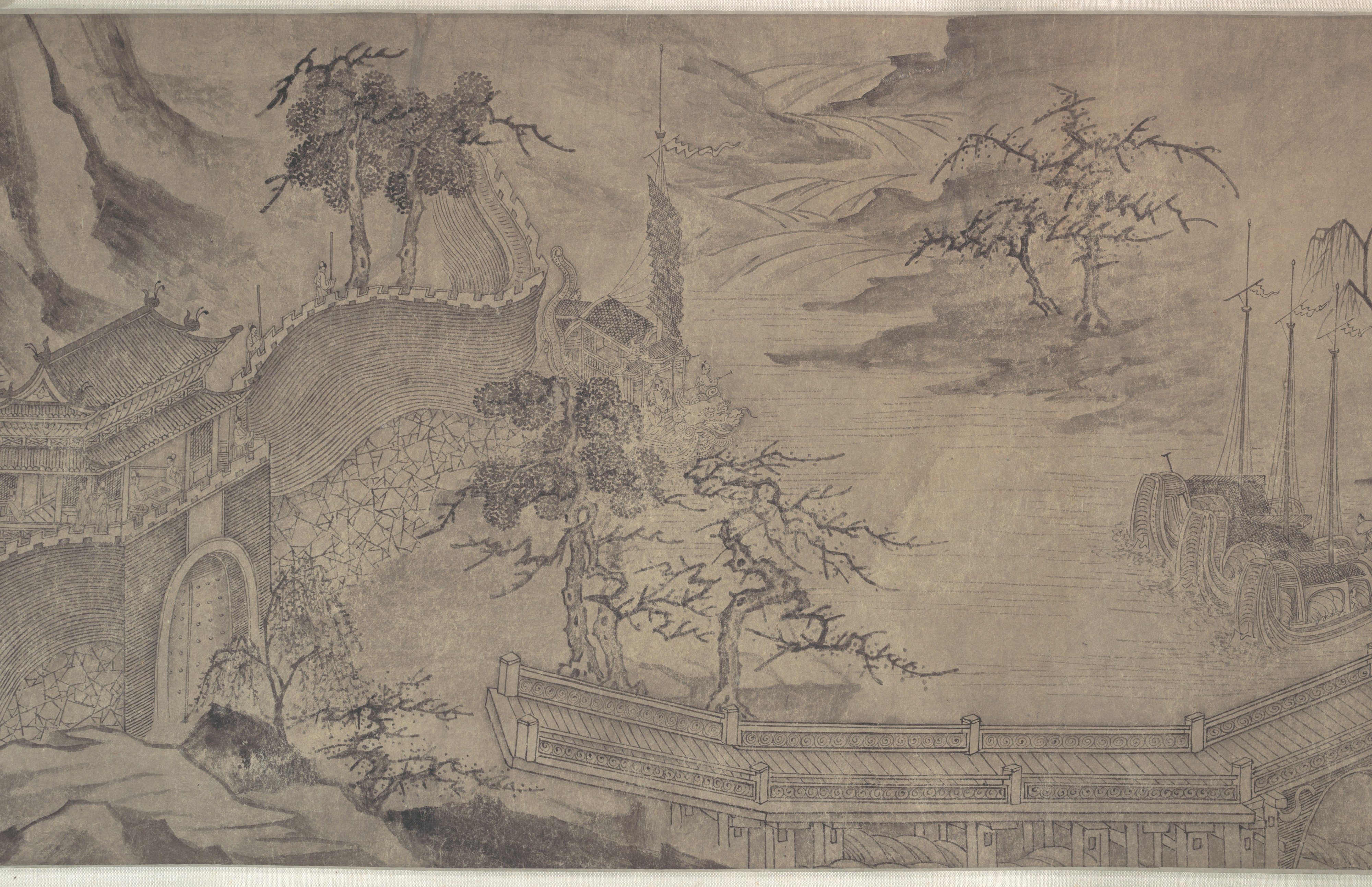
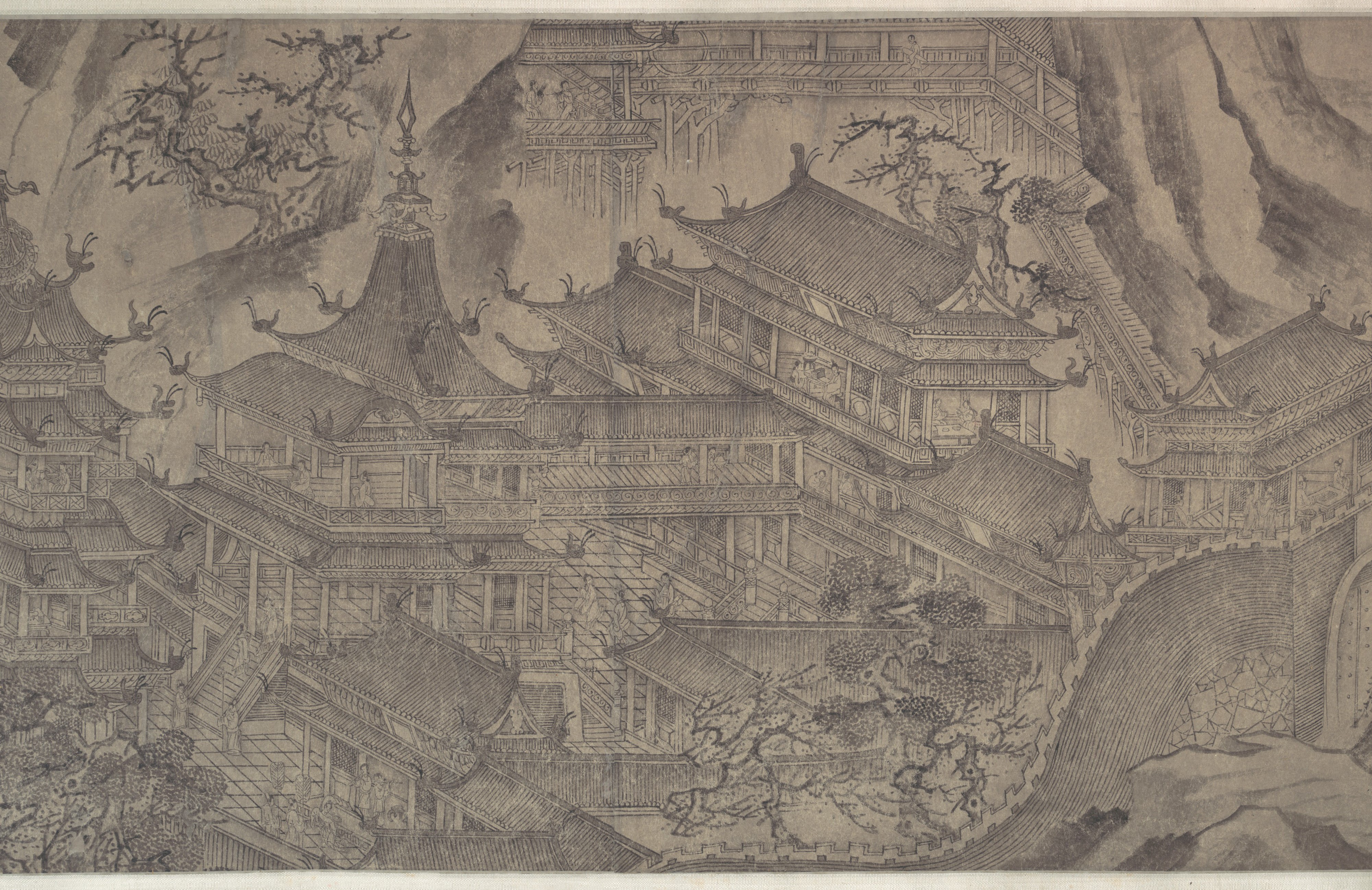
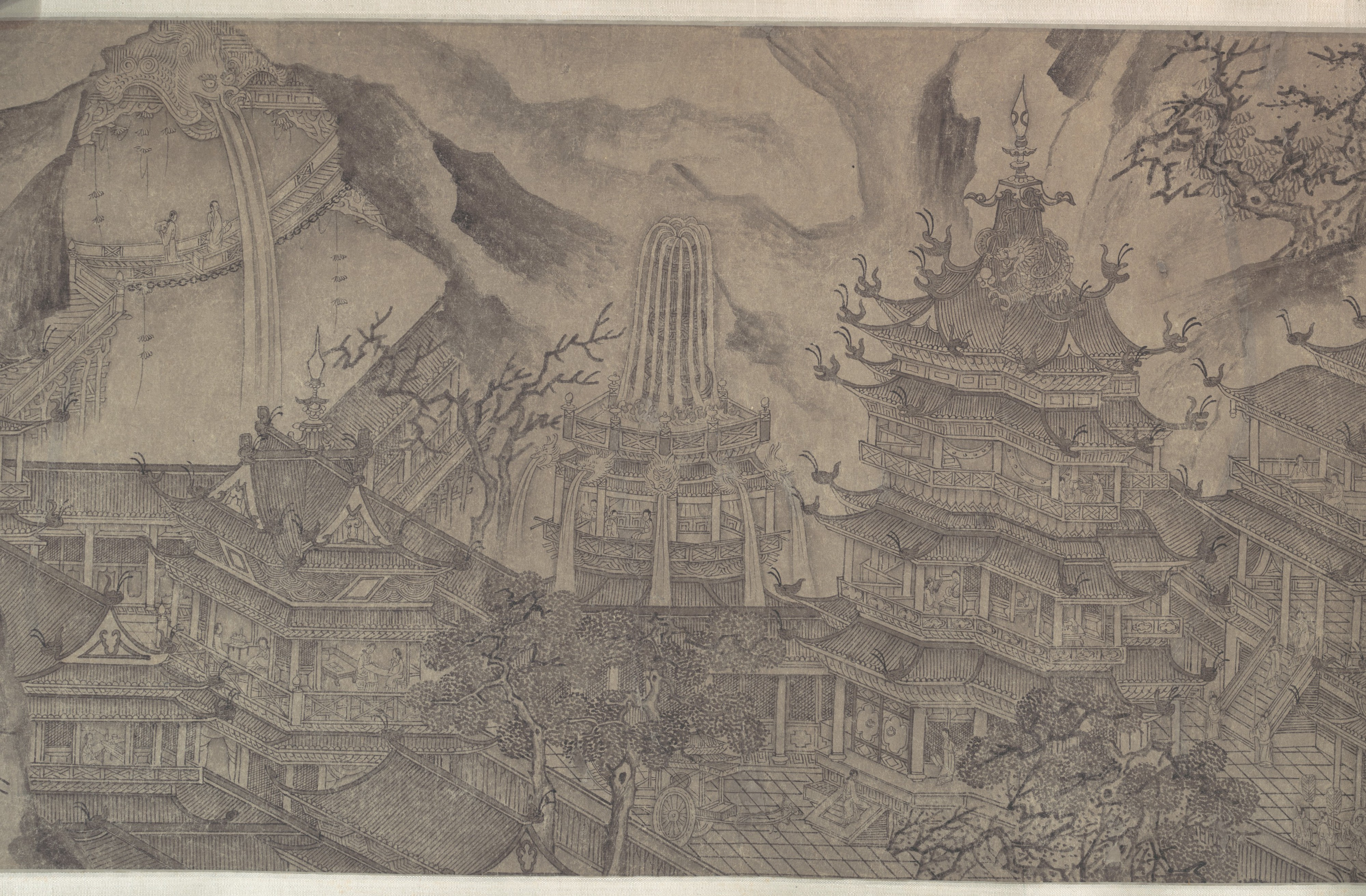
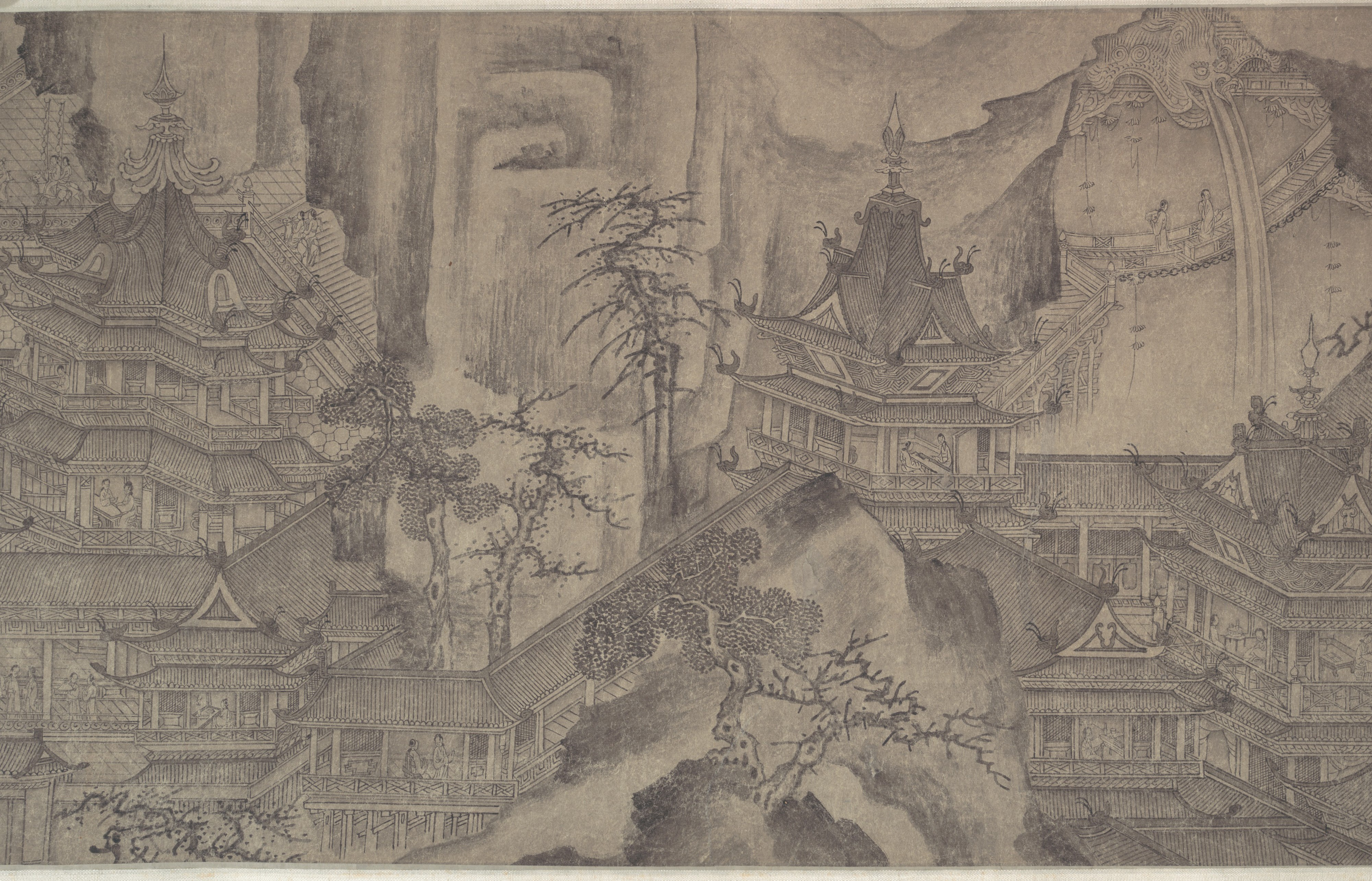
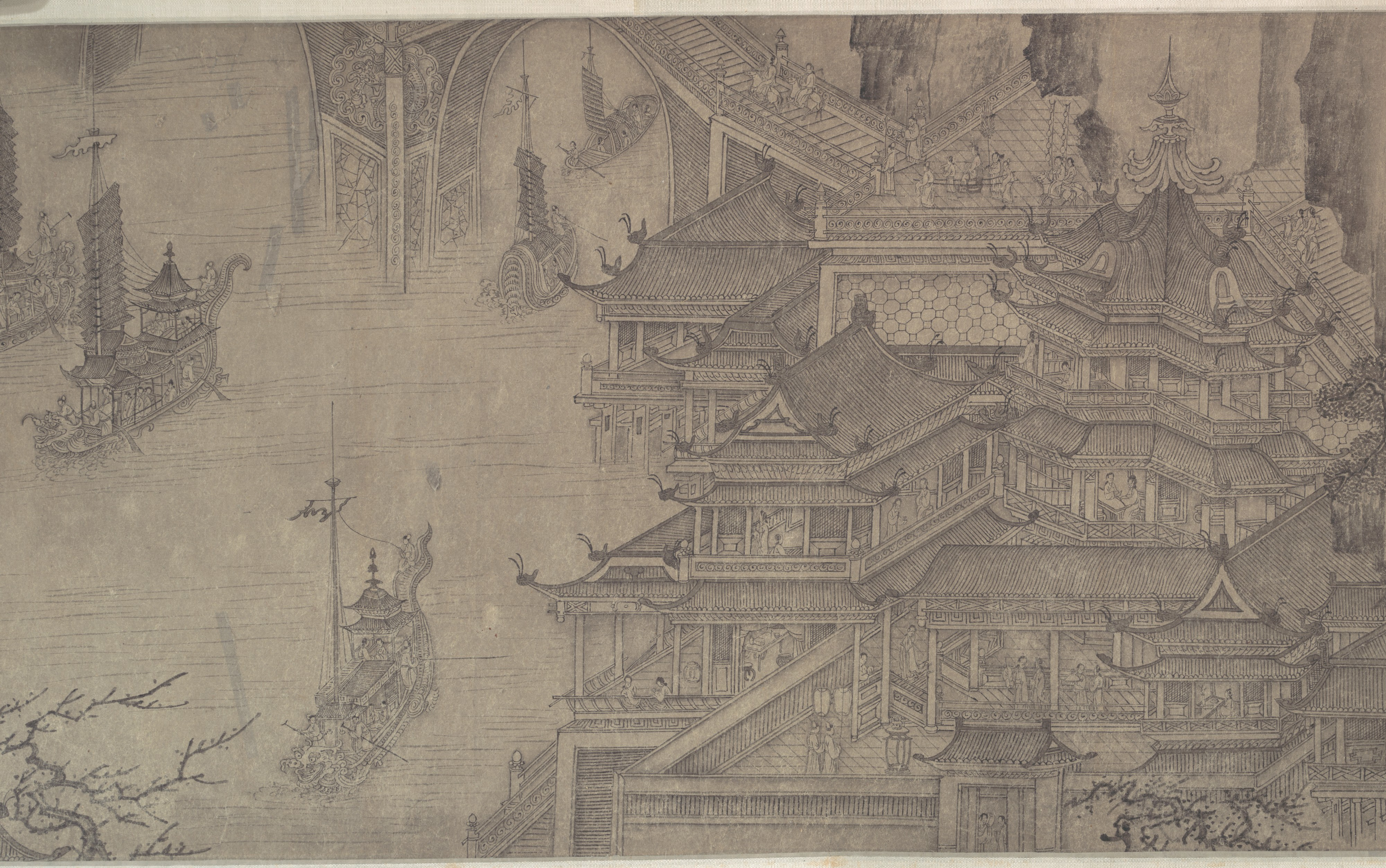
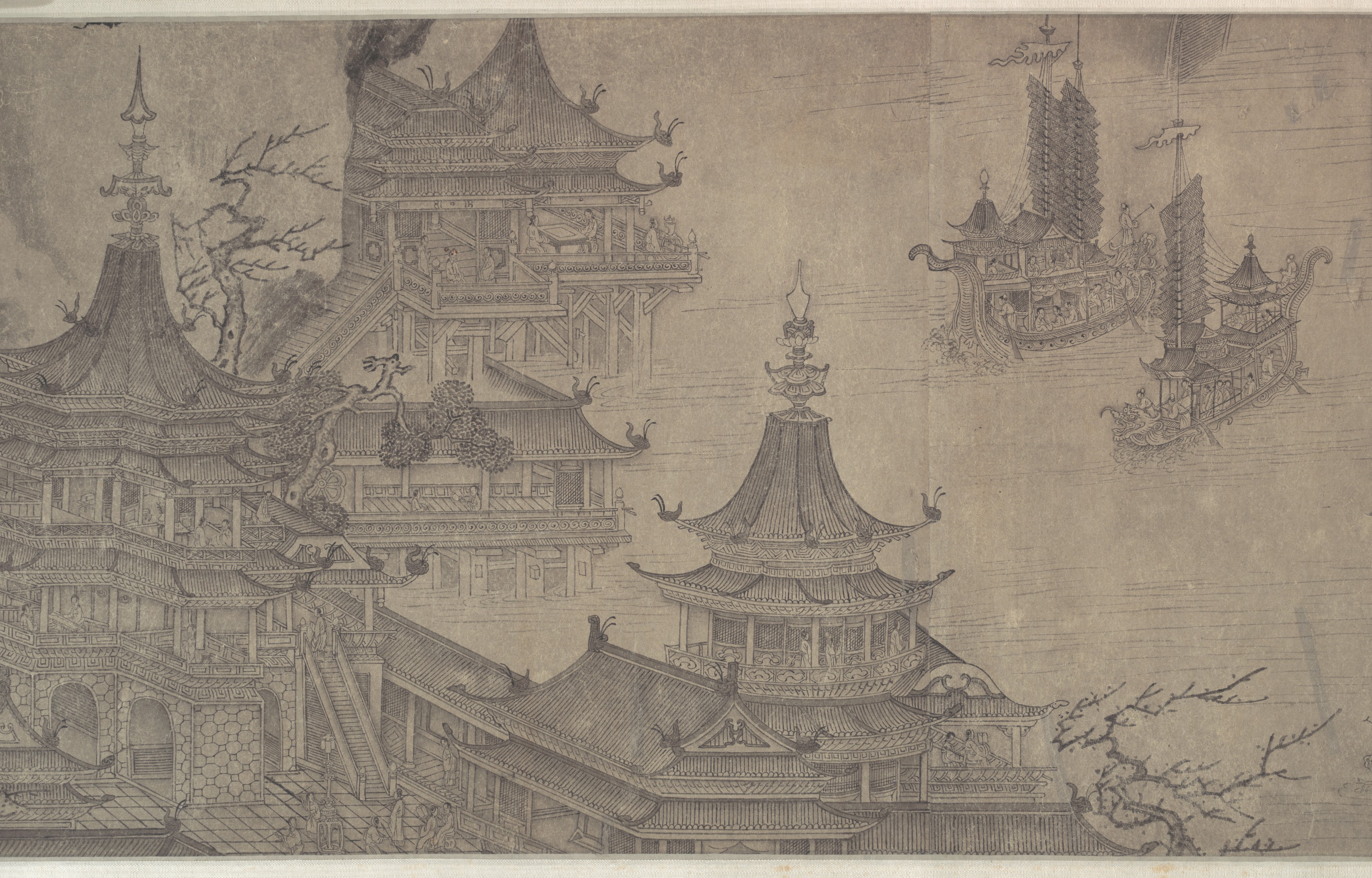
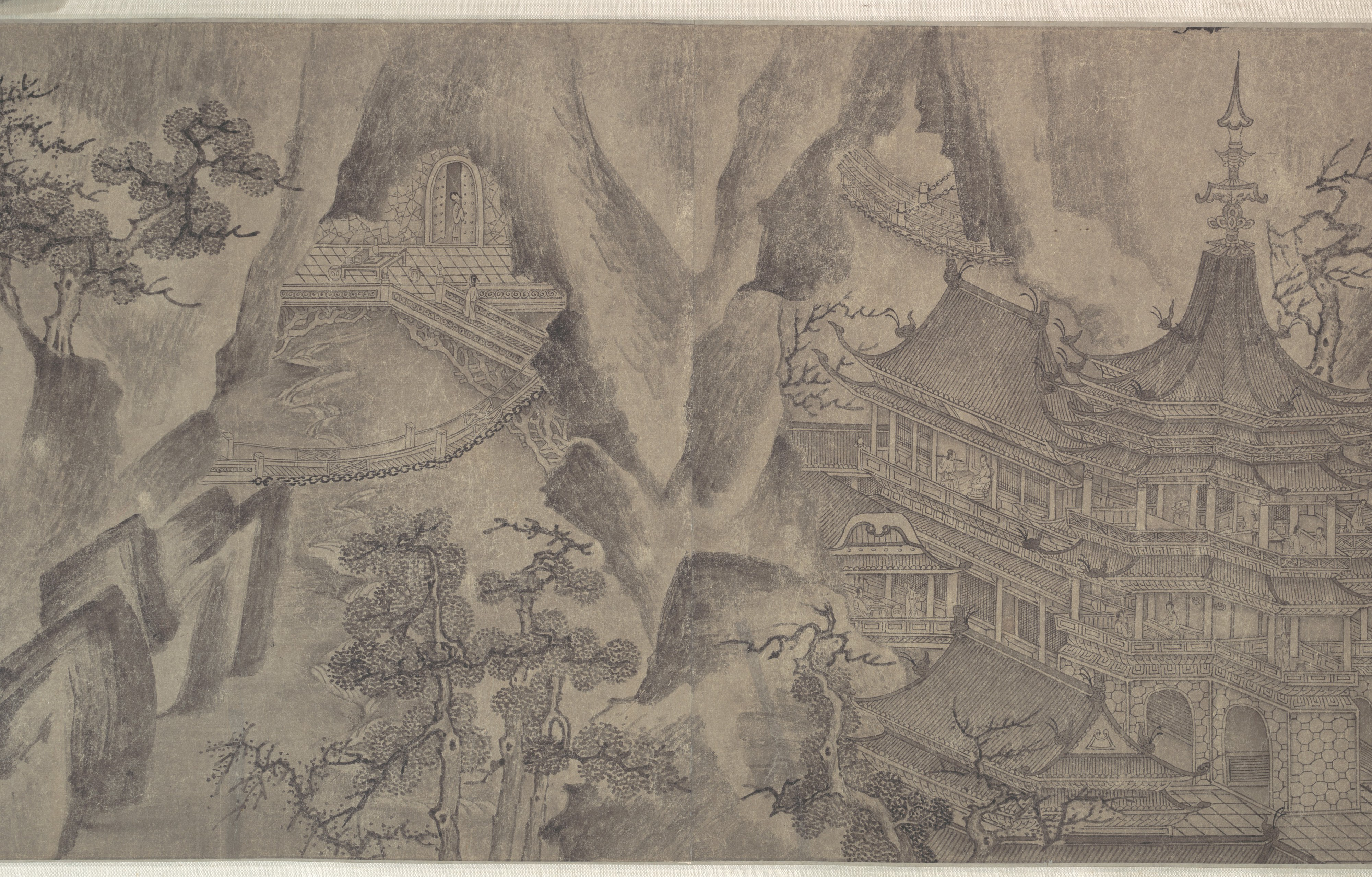